# Langelo
Langelo est un village situé dans la commune néerlandaise de Noordenveld, dans la province de Drenthe. Au 1er janvier 2008, le village comptait 237 habitants.